# Olav Heyerdahl
Olav Heyerdahl, född i juni 1977, är sonson till Thor Heyerdahl.
Han återupprepade sin farfars resa från Peru till Polynesien (1947 med den legendariska flotten Kon-Tiki), denna gång med en ny flotte vid namn Tangaroa.